# Romeinsebaan
De Romeinsebaan is een weg in de buurt Daalhof in het zuidwesten van de Nederlandse stad Maastricht. De naam van de weg en diverse herinneringstekens verwijzen naar de oude Romeinse weg die op deze plaats heeft gelopen.

## Via Belgica
De weg volgt een van de tracés van een Romeinse heerweg die vermoedelijk in het tweede decennium voor Christus werd aangelegd en later Via Belgica is gedoopt. Deze weg werd gebruikt voor het verplaatsen van legioenen en liep van Gesoriacum (Boulogne-sur-Mer) naar Colonia Claudia Ara Agrippinensium (Keulen), via onder meer Tongeren, Maastricht en Heerlen. De weg kwam het huidige Nederland binnen tussen de grenspalen 81 en 82, ongeveer 300 meter ten noorden van de Tongerseweg. In het dorp Vroenhoven, aan de Belgische kant van de grens, wordt de weg nog altijd Romeinse Steenweg genoemd. Bij Maastricht kruiste de Via Belgica de Maas bij een doorwaadbare plaats. Later werd daar de Romeinse brug van Maastricht gebouwd.
In de wijk Daalhof volgde de Via Belgica oorspronkelijk een tracé dat iets ten zuiden van de huidige Romeinsebaan lag, ongeveer waar nu het westelijk deel van de Numitorhof loopt. De Brouwersweg in de wijk Mariaberg maakt eveneens deel uit van dit tracé. Op oude kaarten komt de naam Steenstraat voor, een iets noordelijker gelegen aftakking van de Via Belgica. De Romeinsebaan is daarvan een onderdeel. Het is niet duidelijk wanneer en om welke reden de weg iets naar het noorden is opgeschoven. De weg, die ook na de Romeinse tijd nog vele eeuwen dienst bleef doen, heeft thans geen doorgaande functie meer, omdat hij sinds de jaren 1930 doodloopt bij het Albertkanaal. Andere wegen hadden deze functie al eerder overgenomen, met name de in de Franse tijd aangelegde Tongerseweg.

## Opgravingen, monumenten
Bij de bouw van de wijken Belfort en Daalhof in de jaren 1960 en 70 is het noordelijk tracé van de weg diverse malen onderzocht en gedocumenteerd door J.E. Bogaers en J.H.F. Bloemers, waarbij het bleek te gaan om een grindweg met een breedte van aanvankelijk nog geen 5 meter, later met ruim 2 meter verbreed, en gelegen tussen twee greppels van elk 1,5 meter breed. De dikte van de wegverharding bedroeg plaatselijk 60 cm.
Nabij Romeinse heerwegen zijn meestal Romeinse villae te vinden. Op de helling van de Louwberg, ten zuidoosten van het vlak bij Daalhof gelegen dorp Wolder, zijn in 1879 restanten van een omvangrijke villa teruggevonden. De priester en amateurarcheoloog Joseph Habets legde er de plattegrond bloot van een gebouw van 38 x 23 meter. Nog dichterbij, aan de Chambertinlaan in de wijk Campagne, trof Bloemers in 1972 mogelijk restanten aan van een tweede villa. Wolder, vroeger ook wel Wilre genoemd, heeft aan deze villae wellicht zijn naam te danken: het Latijnse villare betekent villa of landgoed.
De aanwezigheid van de Romeinse weg in Daalhof was reden om in 1969 alle straten in het gebied namen te geven die verwijzen naar de Romeinse cultuur. De oude veldweg die door het gebied liep, werd in een groenstrook opgenomen en werd later op diverse plaatsen als Romeins relict gemarkeerd. Op een kruispunt van veldwegen aan de westrand van Daalhof staan twee hardstenen banken die tevens dienstdoen als wegwijzers. De inscriptie toont een woordspel op de naam van de meest westelijke en meest oostelijke plaats aan de Via Belgica: BONONIA / COLONIA (Boulogne-sur-Mer / Keulen). In 1985 werd nabij de Aureliushof een klein deel van de weg op Romeinse wijze bestraat. Aan weerszijden daarvan plaatste de Belgische kunstenaar Raf Verjans een betonplaat met gegoten reliëfs waarin klassiek vormgegeven menselijke figuren zijn te herkennen. Het monument is een geschenk van de stad Tongeren ter gelegenheid van haar 2000-jarig bestaan.

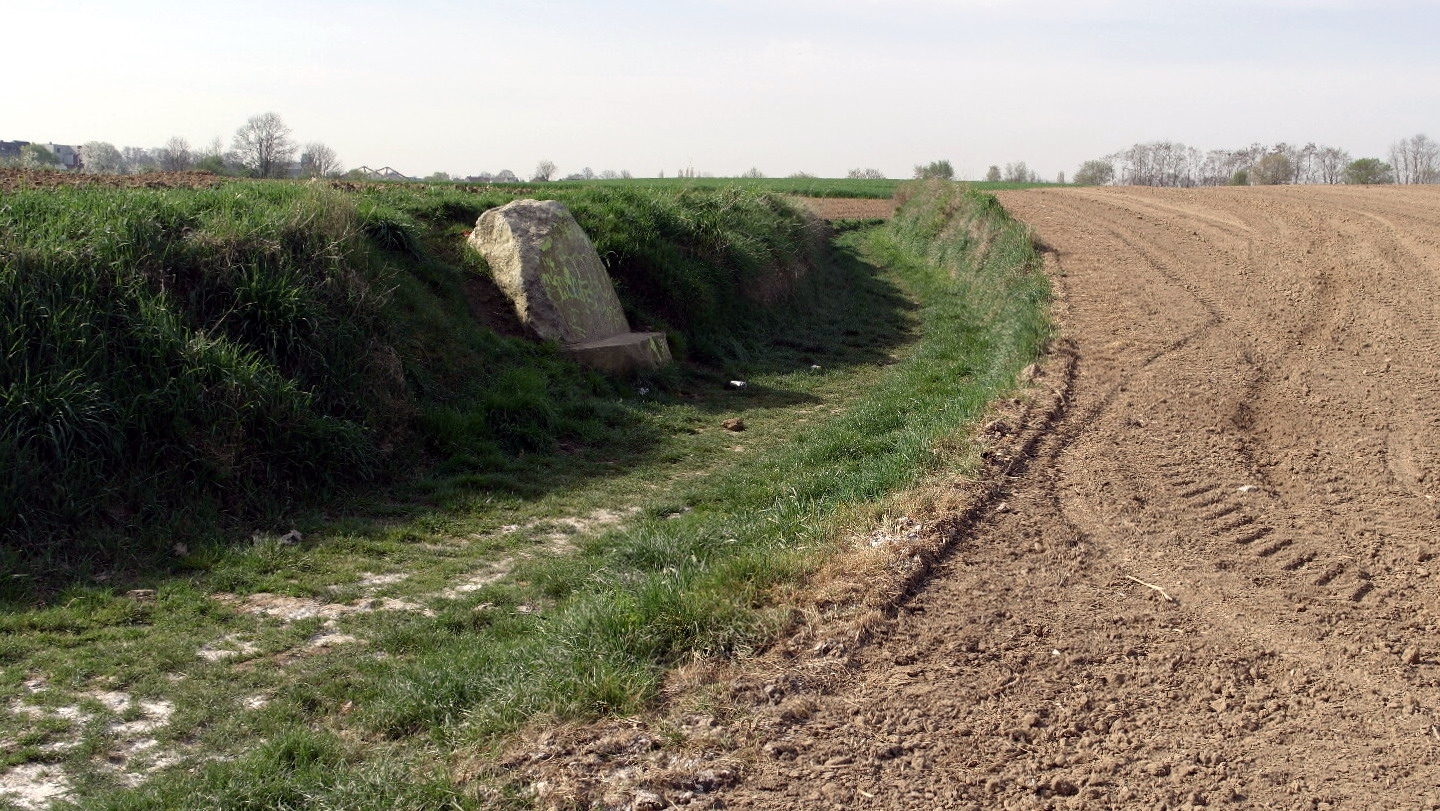
Romeinsebaan richting Albertkanaal
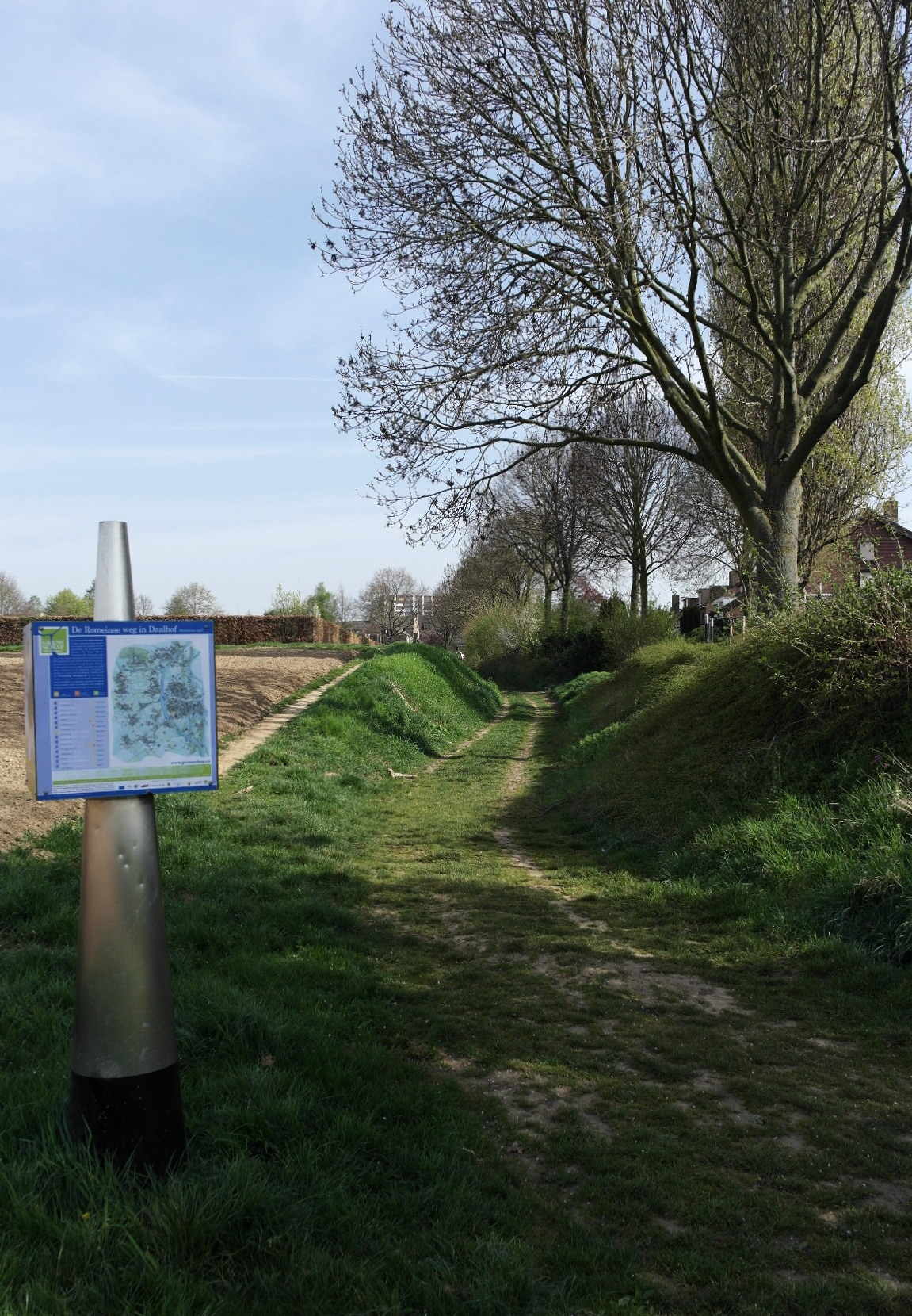
Veldweg met informatiebord
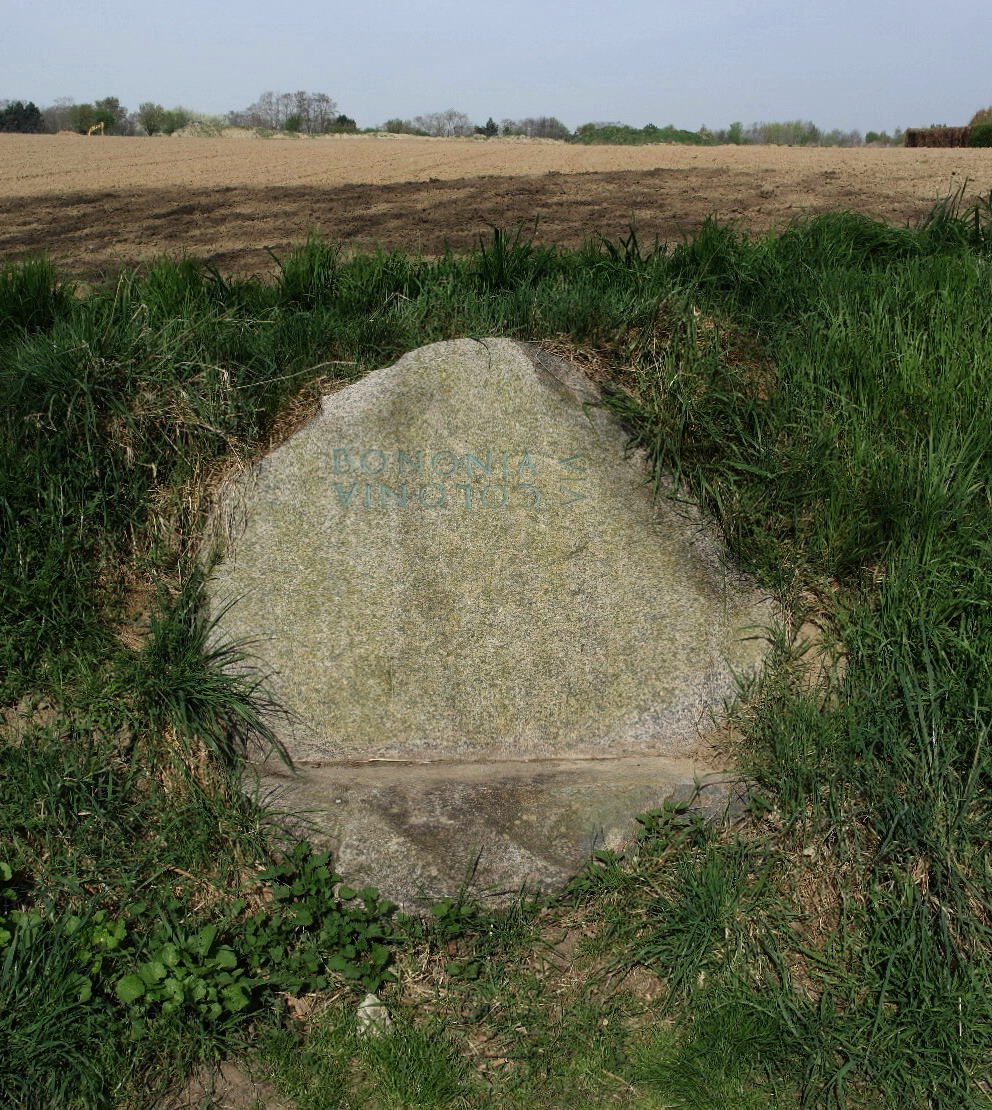
Moderne zitbank als wegwijzer
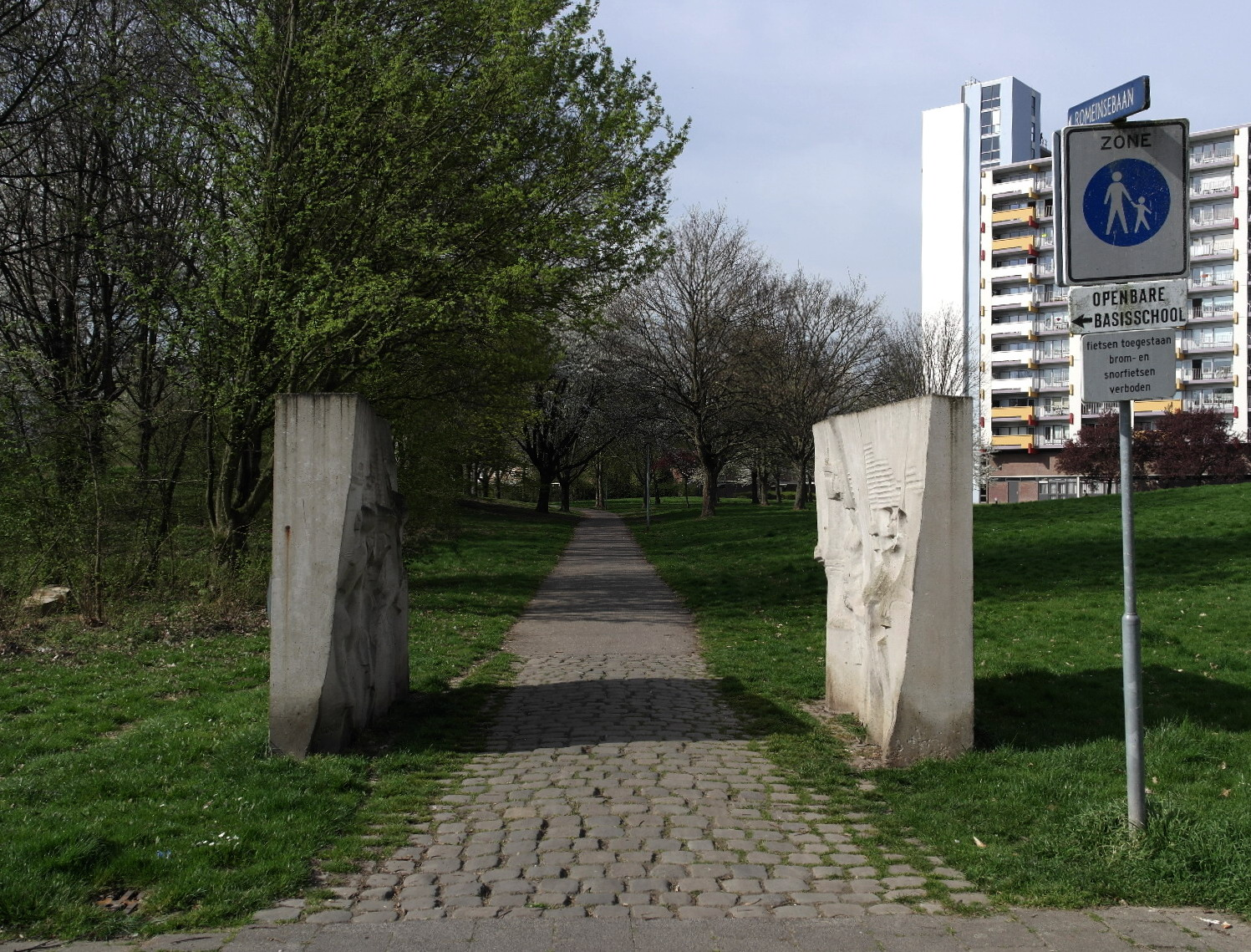
Monument bij Aureliushof